# Distrito de Fenoarivobe
Fenoarivobe es un distrito de la región de Bongolava, en la isla de Madagascar, con una población estimada en julio de 2014 de 133 980 habitantes.
Se encuentra ubicado en el centro de la isla, a poca distancia al noroeste de la capital nacional, Antananarivo.